# Premis Cóndor de Plata 2010
La 58a edició dels Premis Cóndor de Plata 2010, concedits per l'Asociación de Cronistas Cinematográficos de la Argentina, va tenir lloc el 7 de juny de l'any 2010 al Teatro Avenida, de Buenos Aires, on es va reconèixer a les millors pel·lícules argentines estrenades durant l'any 2009.
Les nominacions van ser anunciades en la 6a trobada Pantalla Pinamar. La cerimònia va ser televisada pel canal CN23 amb la conducció de Gabriela Rádice. En el marc del Bicentenari argentí, es van lliurar els Còndor del Bicentenari a artistes consagrats d'ampli recorregut internacional.

## Resum de premis i candidatures
| Pel·lícula                            | Candidatures | Premis |
| ------------------------------------- | ------------ | ------ |
| El secreto de sus ojos                | 14           | 11     |
| Felicitas                             | 8            | 3      |
| Las viudas de los jueves              | 8            | 1      |
| El artista                            | 4            | 1      |
| El asaltante                          | 2            | 1      |
| Süden                                 | 2            | 1      |
| La sangre brota                       | 6            | -      |
| Mentiras piadosas                     | 5            | -      |
| Música en espera                      | 5            | -      |
| Días de mayo                          | 4            | -      |
| Toda la gente toda                    | 4            | -      |
| El niño pez                           | 3            | -      |
| El último verano de la Boyita         | 3            | -      |
| Nunca estuviste tan adorable          | 3            | -      |
| Anita                                 | 2            | -      |
| Homero Manzi, un poeta en la tormenta | 2            | -      |
| Luisa                                 | 2            | -      |
| Una semana solos                      | 2            | -      |

## Premis i nominacions

### Cóndor de Plata a la Millor pel·lícula
| Pel·lícula               | Resultat   |
| ------------------------ | ---------- |
| El artista               | Candidata  |
| El secreto de sus ojos   | Guanyadora |
| Una semana solos         | Candidata  |
| La sangre brota          | Candidata  |
| Las viudas de los jueves | Candidata  |

### Cóndor de Plata a la Millor pel·lícula Iberoamericana
| Pel·lícula          | Director                         | Resultat   | País                                |
| ------------------- | -------------------------------- | ---------- | ----------------------------------- |
| El telón de azúcar  | Camila Guzmán Urzúa              | Candidata  | Espanya · Cuba · França             |
| Los abrazos rotos   | Pedro Almodóvar                  | Candidata  | Espanya                             |
| Batalla en el cielo | Carlos Reygadas                  | Candidata  | Mèxic · Bélgica · Alemanya · França |
| El baño del Papa    | César Charlone Enrique Fernández | Guanyadora | Uruguai                             |
| La teta asustada    | Claudia Llosa                    | Candidata  | Perú · Espanya                      |

### Cóndor de Plata a la Millor pel·lícula en llengua estrangera
| Pel·lícula            | Director           | Resultat   | País              |
| --------------------- | ------------------ | ---------- | ----------------- |
| Gomorra               | Matteo Garrone     | Candidata  | Itàlia            |
| Auf der anderen Seite | Fatih Akin         | Candidata  | Alemanya          |
| Katyn                 | Andrzej Wajda      | Candidata  | Polònia           |
| Entre les murs        | Laurent Cantet     | Guanyadora | França            |
| Belle toujours        | Manoel de Oliveira | Candidata  | Portugal · França |

### Cóndor de Plata al Millor Director
| Realizador                   | Pel·lícula               | Resultat  |
| ---------------------------- | ------------------------ | --------- |
| Juan José Campanella         | El secreto de sus ojos   | Guanyador |
| Mariano Cohn i Gastón Duprat | El artista               | Candidat  |
| Pablo Fendrik                | La sangre brota          | Candidat  |
| Celina Murga                 | Una semana sola          | Candidata |
| Marcelo Piñeyro              | Las viudas de los jueves | Candidata |

### Cóndor de Plata al Millor Actor
| Actor              | Pel·lícula                            | Resultat  |
| ------------------ | ------------------------------------- | --------- |
| Leonardo Sbaraglia | Las viudas de los jueves              | Candidat  |
| Arturo Goetz       | El asaltante                          | Candidat  |
| Ricardo Darín      | El secreto de sus ojos                | Guanyador |
| Carlos Portaluppi  | Homero Manzi, un poeta en la tormenta | Candidat  |
| Diego Peretti      | Música en espera                      | Candidat  |

### Cóndor de Plata a la Millor Actriu
| Actriu           | Pel·lícula               | Resultat   |
| ---------------- | ------------------------ | ---------- |
| Marilu Marini    | Mentiras piadosas        | Candidata  |
| Leonor Manso     | Luisa                    | Candidata  |
| Natalia Oreiro   | Música en espera         | Candidata  |
| Soledad Villamil | El secreto de sus ojos   | Guanyadora |
| Ana Celentano    | Las viudas de los jueves | Candidata  |

### Cóndor de Plata al Millor Actor de repartiment
| Actor                 | Pel·lícula             | Resultat  |
| --------------------- | ---------------------- | --------- |
| Alejandro Urdapilleta | Toda la gente sola     | Candidat  |
| Mario Alarcón         | El secreto de sus ojos | Candidat  |
| Guillermo Francella   | El secreto de sus ojos | Guanyador |
| Miguel Ángel Solá     | El corredor nocturno   | Guanyador |
| Arnaldo André         | La extranjera          | Candidat  |

### Cóndor de Plata a la Millor Actriu de repartiment
| Actriz           | Pel·lícula                    | Resultat   |
| ---------------- | ----------------------------- | ---------- |
| Ana Celentano    | Felicitas                     | Candidata  |
| Norma Aleandro   | Anita                         | Candidata  |
| Mónica Villa     | Toda la gente sola            | Candidata  |
| Gabriela Toscano | Las viudas de los jueves      | Guanyadora |
| Mirella Pascual  | El último verano de la Boyita | Candidata  |

### Cóndor de Plata a la Revelació Masculina
| Actor            | Pel·lícula                    | Resultat  |
| ---------------- | ----------------------------- | --------- |
| Santiago Dejesus | Días de mayo                  | Candidat  |
| Antonio Larreta  | La ventana                    | Candidat  |
| Sergio Pangaro   | El artista                    | Candidat  |
| Nicolás Treise   | El último verano de la Boyita | Candidat  |
| José Luis Gioia  | El secreto de sus ojos        | Guanyador |

### Cóndor de Plata a la revelació femenina
| Actriz             | pel·lícula                    | Resultat   |
| ------------------ | ----------------------------- | ---------- |
| Vera Spinetta      | Las viudas de los jueves      | Candidata  |
| Alejandra Manzo    | Anita                         | Candidata  |
| Guadalupe Alonso   | El último verano de la Boyita | Candidata  |
| Sabrina Garciarena | Felicitas                     | Guanyadora |
| Mariela Vitale     | El niño pez                   | Candidata  |

### Cóndor de Plata al Millor guió Original
| Guionista                                                             | Pel·lícula         | Resultat  |
| --------------------------------------------------------------------- | ------------------ | --------- |
| Patricio Vega Julieta Steinberg                                       | Música en espera   | Candidats |
| María Teresa Correa Ávila Graciela Maglie Sabrina Farji Quadros Felix | Felicitas          | Candidats |
| Santiago Giralt                                                       | Toda la gente sola | Candidata |
| Andrés Duprat                                                         | El artista         | Guanyador |
| Pablo Fendrik                                                         | La sangre brota    | Candidata |

### Cóndor de Plata al Millor guió adaptat
| Guionista                            | Pel·lícula                   | Resultat    |
| ------------------------------------ | ---------------------------- | ----------- |
| Eduardo Sacheri Juan José Campanella | El secreto de sus ojos       | Guanyadores |
| Lucía Puenzo                         | El niño pez                  | Candidata   |
| Diego Sabanés                        | Mentiras piadosas            | Candidat    |
| Mausi Martínez                       | Nunca estuviste tan adorable | Candidat    |
| Marcelo Piñeyro Marcelo Figueras     | Las viudas de los jueves     | Candidats   |

### Cóndor de Plata al Millor Muntatge
| Editor                            | Pel·lícula               | Resultat  |
| --------------------------------- | ------------------------ | --------- |
| Mariano Llinás Alejo Moguillansky | Castro                   | Candidats |
| Alberto Ponce                     | Mentiras piadosas        | Candidat  |
| Juan José Campanella              | El secreto de sus ojos   | Guanyador |
| Juan Carlos Macías                | Las viudas de los jueves | Candidat  |
| Leandro Aste                      | La sangre brota          | Candidat  |

### Cóndor de Plata a la Millor Fotografia
| Fotògraf          | pel·lícula             | Resultat  |
| ----------------- | ---------------------- | --------- |
| Julián Apezteguia | La sangre brota        | Candidat  |
| Julián Apezteguia | La ventana             | Candidat  |
| Félix Monti       | El secreto de sus ojos | Guanyador |
| Lula Carvalho     | Felicitas              | Candidata |
| Héctor Molina     | Días de mayo           | Candidat  |

### Cóndor de Plata a la Millor Direcció Artística
| Direcció artística                 | Pel·lícula                            | Resultat   |
| ---------------------------------- | ------------------------------------- | ---------- |
| Paula Pires                        | Homero Manzi, un poeta en la tormenta | Candidata  |
| Marcelo Pont Vergés                | El secreto de sus ojos                | Candidat   |
| Cristina Nigro                     | Felicitas                             | Guanyadora |
| Ana Julia Manaker Guillermo Haddad | Días de mayo                          | Candidats  |
| Mausi Martínez Nora Spivak         | Nunca estuviste tan adorable          | Candidatas |

### Cóndor de Plata al Millor Vestuari
| Dissenyador/a                      | Pel·lícula                   | Resultat   |
| ---------------------------------- | ---------------------------- | ---------- |
| Guillermo Haddad Ana Julia Manaker | Días de mayo                 | Candidats  |
| Beatriz De Benedetto               | Felicitas                    | Guanyadora |
| Marcela Vilariño                   | Nunca estuviste tan adorable | Candidata  |
| Marta Albertinazzi                 | Mentiras piadosas            | Candidata  |
| Cecilia Monti                      | El secreto de sus ojos       | Candidata  |

### Cóndor de Plata a la Millor Música
| Compositor                                  | Pel·lícula             | Resultat  |
| ------------------------------------------- | ---------------------- | --------- |
| Guillermo Guareschi                         | Música en espera       | Candidat  |
| Federico Jusid                              | El secreto de sus ojos | Guanyador |
| Diego Frenkel                               | El vestido             | Candidat  |
| Nico Muhly                                  | Felicitas              | Candidat  |
| Andrés Goldstein Laura Zisman Daniel Tarrab | El niño pez            | Candidats |

### Cóndor de Plata al Millor So
| Candidats         | pel·lícula                            | Resultat  |
| ----------------- | ------------------------------------- | --------- |
| Carlos Abbate     | Felicitas                             | Candidat  |
| Leandro de Loredo | La sangre brota                       | Candidat  |
| José Luis Díaz    | El secreto de sus ojos                | Guanyador |
| Jason Candler     | Süden                                 | Candidat  |
| Vicente D'Elia    | Manuel de Falla, músico de dos mundos | Candidat  |

### Cóndor de Plata al Millor Documental
| Documental                   | Realizador                                    | Resultat  |
| ---------------------------- | --------------------------------------------- | --------- |
| Tierra sublevada: Oro impuro | Fernando E. Solanas                           | Candidat  |
| Haroldo Conti, homo viator   | Miguel Mato                                   | Candidat  |
| Unidad 25                    | Alejo Hoijman                                 | Candidat  |
| Norma Arrostito, la Gaby     | Luis César D'Angiolillo                       | Candidats |
| Mundo alas                   | León Gieco Sebastián Schindel Fernando Molnar | Guanyador |

### Cóndor de Plata a la Millor Innovació Artística
| Pel·lícula             | Realizador                     | Resultat  |
| ---------------------- | ------------------------------ | --------- |
| Iraqi Short Films      | Mauro Andrizzi                 | Candidat  |
| Legión, tribus urbanas | José Celestino Campusano       | Candidat  |
| Parador Retiro         | Jorge Leandro Colás            | Candidat  |
| Regreso a Fortín Olmos | Patricio Coll Jorge Goldenberg | Candidats |
| Süden                  | Gastón Solnicki                | Guanyador |

### Cóndor de Plata al Millor Curtmetratge
| Curtmetratge                   | Realizador        | Resultat  |
| ------------------------------ | ----------------- | --------- |
| La ollera                      | Juan Manuel Costa | Candidat  |
| Un juego absurdo               | Gastón Rothschild | Guanyador |
| Historias breves V: Toro verde | Laura Durán       | Candidat  |

### Cóndor de Plata a la Millor Ópera Prima
| Opera prima        | Realitzador       | Resultat  |
| ------------------ | ----------------- | --------- |
| Mentiras piadosas  | Diego Sabanés     | Candidat  |
| El asaltante       | Pablo Fendrik     | Guanyador |
| Música en espera   | Hernán A. Golfrid | Candidat  |
| Toda la gente sola | Santiago Giralt   | Candidat  |
| Luisa              | Gonzalo Calzada   | Candidat  |

## Premi Cóndor de Plata a la trajectòria
- Dora Ferreiro (actriu)
- Bartolomé de Vedia (periodista, el va rebre Mariano de Vedia)
- Gogó Andreu (actor)
- Fernando Birri (director)

### Premi Especial Cóndor del Bicentenari
A professionals argentins que van triomfar a l'exterior.
- Luis Puenzo (director)
- Eugenio Zanetti (director artístic)
- Juan José Campanella (director)
- Gustavo Santaolalla (compositor)
- Luis Bacalov (compositor)